# Ceratocymba intermedia
Ceratocymba intermedia är en nässeldjursart som beskrevs av James R. Sears 1953    . Ceratocymba intermedia ingår i släktet Ceratocymba och familjen Abylidae. Inga underarter finns listade i Catalogue of Life.